# Tàngara d'orelles daurades
La tàngara d'orelles daurades (Tangara chrysotis) és un ocell de la família dels tràupids (Thraupidae).

## Hàbitat i distribució
Habita la selva pluvial dels Andes des del sud de Colòmbia, cap al sud, a través de l'est de l'Equador i est del Perú fins l'oest de Bolívia.